# Catherine MacNeal
Catherine MacNeal (* vor 1982) ist eine Schauspielerin.

## Leben
MacNeal hatte 1982 ihren ersten Fernsehauftritt im Fernsehfilm Two of a Kind. Es folgten Auftritte in Fernsehserien, wie etwa in Hardcastle und McCormick (1984), Unter der Sonne Kaliforniens (1983–1986), Cheers (1987–1990), Harrys wundersames Strafgericht (1991–1992), Emergency Room – Die Notaufnahme (1995), Star Trek: Raumschiff Voyager (1995), Für alle Fälle Amy (2000–2002) und CSI: Den Tätern auf der Spur (2002). Von 1993 bis 2002 spielte sie die Pat Hamilton in der Fernsehserie Zeit der Sehnsucht. In der Serie 100 gute Hundetaten verkörperte sie von 1999 bis 2002 als Lisa Taylor eine der Hauptfiguren.
Weitere Filme, in denen sie spielte, sind unter anderem Little Secrets (1991), Tödlicher Duft (1993), Kids for Cash – Eltern ohne Skrupel (1994) und Die Muse (1999).

## Filmografie (Auswahl)
- 1982: Two of a Kind (Fernsehfilm)
- 1983–1986: Unter der Sonne Kaliforniens (Knots Landing, Fernsehserie, neun Folgen)
- 1984: Hardcastle & McCormick (Hardcastle and McCormic, Fernsehserie, eine Folge)
- 1987: Falcon Crest (Fernsehserie, eine Folge)
- 1987/1990: Cheers (Fernsehserie, drei Folgen)
- 1988: Punky Brewster (Fernsehserie, eine Folge)
- 1989: Matlock (Fernsehserie, eine Folge)
- 1989: Simon & Simon (Fernsehserie, eine Folge)
- 1990: Downtown
- 1990: Drei Frauen für Archie (Archie: To Riverdale and Back Again, Fernsehfilm)
- 1991: Jake und McCabe – Durch dick und dünn (Jake and the Fatman, Fernsehserie, eine Folge)
- 1991: Little Secrets
- 1991–1992: Harrys wundersames Strafgericht (Night Court, Fernsehserie, zwei Folgen)
- 1993: Tödlicher Duft (Based on an Untrue Story, Fernsehfilm)
- 1993–2002: Zeit der Sehnsucht (Days of Our Lives, Fernsehserie, 216 Folgen)
- 1994: Kids for Cash – Eltern ohne Skrupel (Baby Brokers, Fernsehfilm)
- 1994: Das Kartell (Clear and Present Danger)
- 1995: Emergency Room – Die Notaufnahme (ER, Fernsehserie, eine Folge)
- 1995: Star Trek: Raumschiff Voyager (Star Trek: Voyager, Fernsehserie, eine Folge)
- 1995: Alarmstufe: Rot 2 (Under Siege 2: Dark Territory)
- 1996: Murder One (Fernsehserie, eine Folge)
- 1997: Players (Fernsehserie, eine Folge)
- 1999: Die Muse (The Muse)
- 1999–2002: 100 gute Hundetaten (100 Deeds for Eddie McDowd, Fernsehserie, 32 Folgen)
- 2000–2002: Für alle Fälle Amy (Judging Amy, Fernsehserie, drei Folgen)
- 2002: CSI: Den Tätern auf der Spur (CSI: Crime Scene Investigation, Fernsehserie, zwei Folgen)
- 2003: Wave Babes
- 2013: Blue Jasmine
- 2019: Navy CIS: New Orleans (NCIS: New Orleans, Fernsehserie, eine Folge)
- 2023: Of Things Past